# Garelli TXR 125
Die Garelli TXR 125 war ein geländetaugliches Motorrad (Enduro) des italienischen Herstellers Garelli, das Mitte der 1980er-Jahre produziert wurde. Sie war Teil der Versuche Garellis, in das Segment der sportlichen 125er vorzudringen, die sowohl im Gelände als auch auf der Straße eingesetzt werden konnten. Sie richtete sich an junge Fahrer mit A1-Führerschein in Europa. Ihr Zweitaktmotor stammte aus Garellis eigener Entwicklung, wurde jedoch teils auch in Zusammenarbeit mit Minarelli oder Hiro gefertigt.
Wie viele andere italienische 125er dieser Zeit zeichnete sich die TXR durch ein geringes Gewicht, gute Geländeeigenschaften und eine sportliche Abstimmung aus. In Deutschland war sie nur in geringen Stückzahlen erhältlich.

## Technische Daten
| Merkmal               | Daten                                  |
| --------------------- | -------------------------------------- |
| Modellbezeichnung     | Garelli TXR 125                        |
| Bauart                | Enduro/Geländemotorrad                 |
| Motor                 | luftgekühlter 1-Zylinder-Zweitaktmotor |
| Hubraum               | 124 cm³                                |
| Leistung              | ca. 9,5 kW (13 PS) bei 7500/min        |
| Getriebe              | 6-Gang-Getriebe                        |
| Höchstgeschwindigkeit | ca. 110 km/h                           |
| Antrieb               | Kette                                  |
| Bremse vorn           | Scheibenbremse                         |
| Bremse hinten         | Trommelbremse                          |
| Sitzhöhe              | ca. 860 mm                             |
| Leergewicht           | ca. 110 kg                             |
| Radstand              | ca. 1350 mm                            |